# Băneasa (okręg Neamț)
Băneasa – wieś w Rumunii, w okręgu Neamț, w gminie Bozieni. W 2011 roku liczyła 158 mieszkańców.